# No Limit (Irene Moors & De Smurfen)
No Limit door Irene Moors & De Smurfen werd bijna twee jaar na het origineel van 2 Unlimited uitgebracht. Het was de eerste single afkomstig van het album Ga je mee naar Smurfenland, dat vol stond met covers van recente eurodancenummers. De single werd in een tijd uitgebracht dat happy hardcore in opkomst was, een genre dat veel gebruik maakte van verdraaide (verhoogde) stemmetjes. Hierbij sloten de smurfen goed aan.
Overigens is Moors, hoewel haar naam op sommige hoezen staat afgedrukt, niet op de single te horen. Op enkele albumtracks is haar stem wel te horen. De samenwerking van de presentatrice van het kinderprogramma Telekids met de Smurfen was voornamelijk bedoeld om kinderen aan te spreken en de single en het album onder de aandacht te brengen. Dit was in een periode dat Telekids nog voornamelijk kinderen als doelgroep had.

## Achtergrond
In het nummer is te horen hoe alle smurfen helemaal in de ban zijn van het housen, terwijl Gargamel roept dat hij het haat. De titel No Limit is enkel een verwijzing naar het origineel, waarin Anita Doth tijdens het refrein zingt: no, no, [...] no, there's no limit. In de versie van de smurfen is het laatste zinnetje vervangen door meer no's.
De single, die in tegenstelling tot het origineel wél Alarmschijf werd, deed het aanvankelijk beter in de Nederlandse Top 40 dan de versie van 2 Unlimited. Hij steeg sneller door naar de nummer 1-positie en bleef er een week langer staan. Net als het origineel stond ook deze versie nog maar drie weken in de Top 40 na de top 10 verlaten te hebben. De tijd tussen nummer 1 en het verlaten van de top 10 was echter veel korter, waardoor het nummer maar 13 weken genoteerd stond. Het nummer belandde op de 12e plaats in de Top 40 jaarlijst 1995, maar behaalde een positie in de top 10 in de jaarlijst 1995 van de Mega Top 50.

## Tracklisting
Cd-single
1. No Limit – 3:05
2. Ga Je Met Ons Mee (Naar Smurfenland) – 2:53

Maxi-single
1. No Limit (Radio Edit) – 3:05
2. No Limit (Smurf The House Mix) – 4:46
3. No Limit (Karaoke) – 3:05
4. Die Dal Dee – 3:28

## Hitnotering

### Nederlandse Top 40
| Hitnotering: 14-01-1995 t/m 08-04-1995 | Hitnotering: 14-01-1995 t/m 08-04-1995 | Hitnotering: 14-01-1995 t/m 08-04-1995 | Hitnotering: 14-01-1995 t/m 08-04-1995 | Hitnotering: 14-01-1995 t/m 08-04-1995 | Hitnotering: 14-01-1995 t/m 08-04-1995 | Hitnotering: 14-01-1995 t/m 08-04-1995 | Hitnotering: 14-01-1995 t/m 08-04-1995 | Hitnotering: 14-01-1995 t/m 08-04-1995 | Hitnotering: 14-01-1995 t/m 08-04-1995 | Hitnotering: 14-01-1995 t/m 08-04-1995 | Hitnotering: 14-01-1995 t/m 08-04-1995 | Hitnotering: 14-01-1995 t/m 08-04-1995 | Hitnotering: 14-01-1995 t/m 08-04-1995 | Hitnotering: 14-01-1995 t/m 08-04-1995 |
| Week                                   | 1                                      | 2                                      | 3                                      | 4                                      | 5                                      | 6                                      | 7                                      | 8                                      | 9                                      | 10                                     | 11                                     | 12                                     | 13                                     |                                        |
| -------------------------------------- | -------------------------------------- | -------------------------------------- | -------------------------------------- | -------------------------------------- | -------------------------------------- | -------------------------------------- | -------------------------------------- | -------------------------------------- | -------------------------------------- | -------------------------------------- | -------------------------------------- | -------------------------------------- | -------------------------------------- | -------------------------------------- |
| Positie                                | 16                                     | 6                                      | 1                                      | 1                                      | 1                                      | 1                                      | 1                                      | 1                                      | 2                                      | 8                                      | 12                                     | 18                                     | 38                                     | uit                                    |

### Mega Top 50
| Hitnotering: 14-01-1995 t/m 08-04-1995 | Hitnotering: 14-01-1995 t/m 08-04-1995 | Hitnotering: 14-01-1995 t/m 08-04-1995 | Hitnotering: 14-01-1995 t/m 08-04-1995 | Hitnotering: 14-01-1995 t/m 08-04-1995 | Hitnotering: 14-01-1995 t/m 08-04-1995 | Hitnotering: 14-01-1995 t/m 08-04-1995 | Hitnotering: 14-01-1995 t/m 08-04-1995 | Hitnotering: 14-01-1995 t/m 08-04-1995 | Hitnotering: 14-01-1995 t/m 08-04-1995 | Hitnotering: 14-01-1995 t/m 08-04-1995 | Hitnotering: 14-01-1995 t/m 08-04-1995 | Hitnotering: 14-01-1995 t/m 08-04-1995 | Hitnotering: 14-01-1995 t/m 08-04-1995 | Hitnotering: 14-01-1995 t/m 08-04-1995 |
| Week                                   | 1                                      | 2                                      | 3                                      | 4                                      | 5                                      | 6                                      | 7                                      | 8                                      | 9                                      | 10                                     | 11                                     | 12                                     | 13                                     |                                        |
| -------------------------------------- | -------------------------------------- | -------------------------------------- | -------------------------------------- | -------------------------------------- | -------------------------------------- | -------------------------------------- | -------------------------------------- | -------------------------------------- | -------------------------------------- | -------------------------------------- | -------------------------------------- | -------------------------------------- | -------------------------------------- | -------------------------------------- |
| Positie                                | 8                                      | 1                                      | 1                                      | 1                                      | 1                                      | 1                                      | 1                                      | 1                                      | 2                                      | 3                                      | 7                                      | 17                                     | 29                                     | uit                                    |